# Hlíðarmúli
Hlíðarmúli är ett berg i republiken Island. Det ligger i regionen Västlandet, i den västra delen av landet, 90 km norr om huvudstaden Reykjavik. Toppen på Hlíðarmúli är 387 meter över havet, eller 113 meter över den omgivande terrängen. Bredden vid basen är 1,7 km. Hlíðarmúli ligger vid sjön Hlíðarvatn.
Trakten runt Hlíðarmúli är nära nog obefolkad, med mindre än två invånare per kvadratkilometer. Det finns inga samhällen i närheten. Trakten runt Hlíðarmúli består i huvudsak av gräsmarker.